# Puerto deportivo de Águilas
El Puerto deportivo de Águilas se encuentra en el municipio de Águilas, en la Región de Murcia, España.

## Datos Generales
- Uso deportivo .
- Con bandera azul

### Coordenadas
- Longitud: 1°34′8″ O
- Latitud: 37°24′3″ N

- Provincia marítima: Cartagena (CT).
- Dristrito marítimo: Águilas (CT-2).

### Gestión

Contraseña marítima de la provincia marítima de Cartagena a la que pertenece.

- Organismo propietario: Club Náutico Águilas
- Organismo gestor: Club Náutico Águilas

## Funciones
Exclusivamente deportiva. 

## Superficie
- Total: 23.000 m²
- Agua: 11.850 m²
- Ocupada por atraques: 8.400 m²
- Zona portuaria en tierra: 7.500 m²

## Diques de Abrigo

### Dique Extremo
- Tipo: Talud con espaldón de escollera
- Longitud: 165 m
- Profundidad: 3 m

### Contradique Extremo
- Tipo: Talud con espaldón de escollera
- Tipo: 90 m
- Profundidad: 2.5 m

## Atraques
Número: 182
Calado: 3 m
Eslora máxima: 12 m
Amarres en alquiler: No dispone en la actualidad

## Pantalanes
Número: 4
Tipo: 2 fijos + 2 flotantes
Longitud: 50 m
Calado: de 1.5 a 2.5 m

## Criterios de Diseño en Planta
- Ancho de bocana: 50 m
- Calado: 3.5 m
- Orientación: Oeste
- Separación entre pantalanes: 22 m
- Luces de Bocana: GpD(2)V5s6m2M - OR5s5m2M
- Variación magnética (2007) para la Costa Blanca: 1°19′ O (disminuyendo 7' anuales)

## Servicios Existentes
- Agua
- Electricidad
- Gasolina
- Gasóleo
- Grúa
- Rampa taller
- Muelle de espera
- Bar
- Restaurante
- Supermercado
- Recogida Basuras
- Farmacia
- Primeros Auxilios

## Accesibilidad
- Desde AP-7 E-15 Autopista del Mediterráneo Salida de Águilas.
- Desde A-7 E-15 Autovía del Mediterráneo. Salida Lorca, Águilas. Se toma luego la autovía autonómica RM-11 hacia Águilas.
- Carretera nacional N-332 RM-333.

### Ferrocarril
Cercanías de Murcia. Línea C-2, estación de Águilas a 100 metros del puerto deportivo.

### Autobús
Estación de autobuses de Águilas. A 100 metros del puerto deportivo.

## Relación del puerto con su entorno

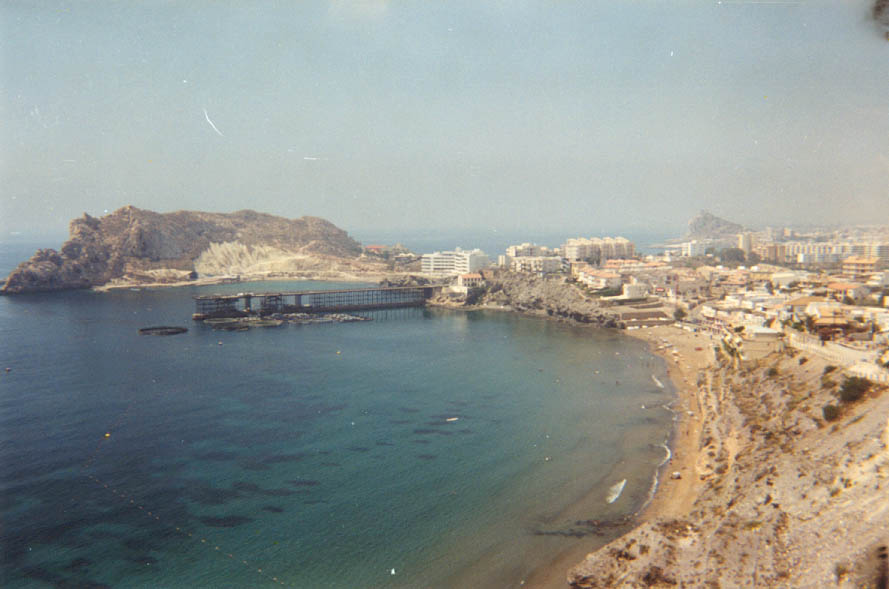
Antiguo embarcadero ferroviario de descarga de mineral, junto a la playa de El Hornillo

El municipio de Águilas cuenta con un puerto deportivo enclavado entre las elevaciones de Punta Negra y Punta Aguilica, en las proximidades del puerto comercial, pesquero y deportivo de la Región de Murcia, siendo el puerto deportivo de Mazarrón el más cercano a una distancia de 17,3 mn.
El puerto deportivo de Águilas está formado por un espigón en forma de L y un contradique que permiten una entrada de unos 50 m dirección W dejando en el centro de la ensenada una dársena para embarcaciones menores. Además este puerto se caracteriza por su abrigo al que ayuda, además del dique y contradique, el puerto comercial de la localidad.
El monte de Punta Aguilica es un elemento montañoso tajado a la mar caracterizado por tener en su extremo occidental un peñasco en forma de pico de águila conocido como El Aguilucho.
En el Sur de este monte hay un islote llamado isla de la Aguilica unido a tierra por un pequeño canal con restinga de piedras, en el punto más elevado de este monte hay una luz, una pequeña piedra que vela conocida como La Pava, a unos 20 m de distancia de la costa.
En el entorno del puerto deportivo de Águila es interesante visitar:
- Castillo de San Juan de las Águilas.
- Auditorio y Palacio de Congresos Infanta Elena
- Torre de Cope.
- Embarcadero del Hornillo.
- Torre de las Palomas.
- Fachada neomudéjar del Ayuntamiento de Águilas.
- Plaza de España (Glorieta).
- Monumento al Ferrocarril.
- Cabo Cope.
- Calabardina.
- Isla del Fraile.

## Ampliaciones Previstas
Actualmente no existe plan de ampliaciones previstas a corto plazo, aunque existe una próxima ampliación del puerto pesquero situado a 300 m del puerto deportivo.

## Distancia Puertos más Cercanos
- Puerto de Mazarrón: 17,30 mn.
- Cartagena: 30 mn.
- Tomás Maestre: 55 mn.
- Puerto Deportivo de Villaricos La Esperanza: 13,30 mn.
- Garrucha: 20 mn.

## Fuente de Datos
- Club Náutico Águilas
- www.fondear.com
- www.canalmar.com
- www.viamichelin.com

- Datos: Q6092545